# Soisy-sous-Montmorency
Soisy-sous-Montmorency là một xã ở tỉnh Val-d'Oise, thuộc vùng Île-de-France ở miền bắc nước Pháp.